# Bûcher de Judas

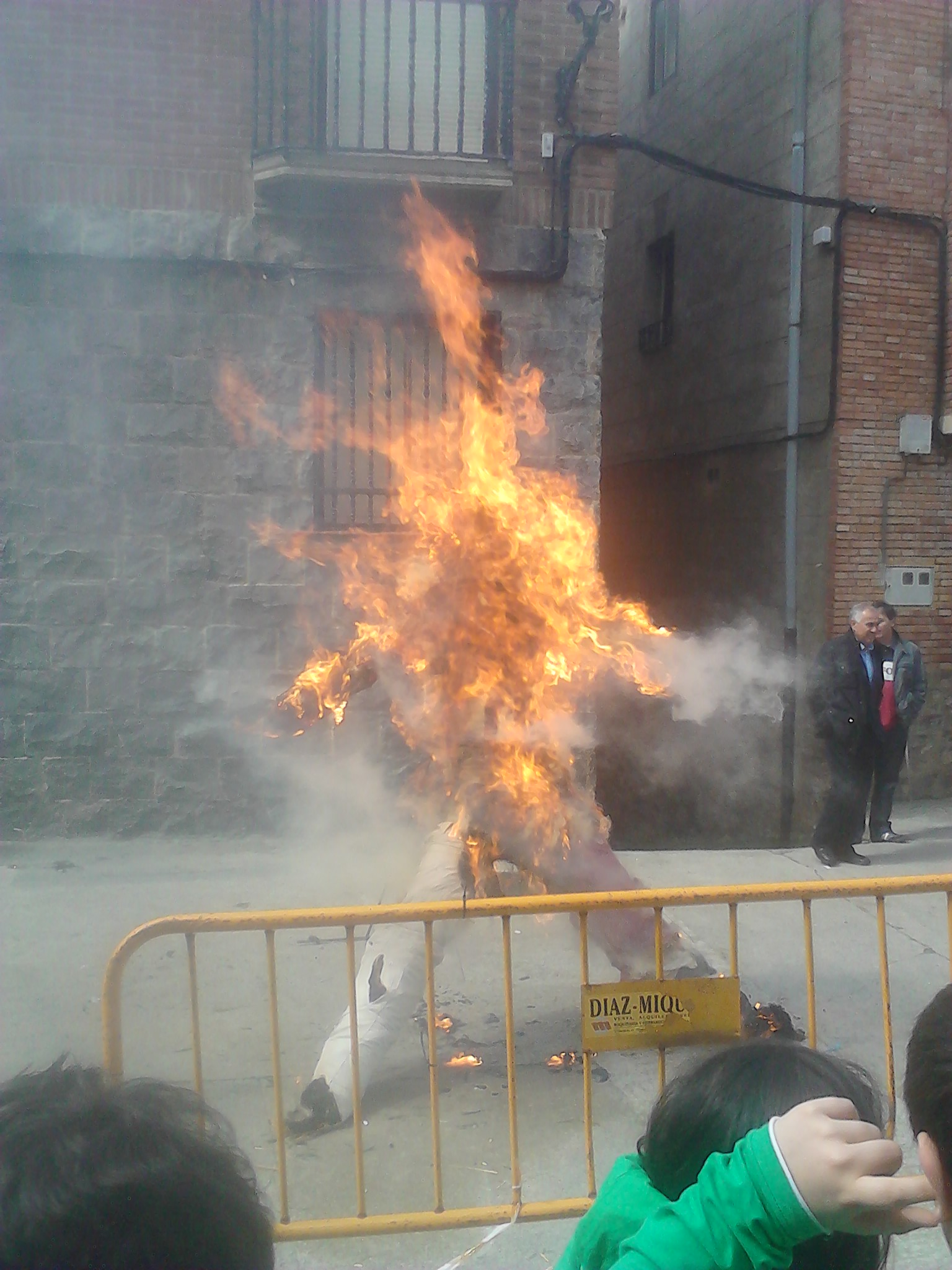
Quema de Judas à Anguiano (Espagne)

Un bûcher de Judas est une pratique traditionnelle datant du Moyen Âge, suivie durant les fêtes des Pâques chrétiennes dans la péninsule ibérique, puis diffusée en Amérique latine. Cette tradition festive est également observée en Europe centrale et reste pratiquée dans plusieurs pays européens et américains. Elle consiste à insulter et battre dans la rue une poupée de taille humaine représentant Judas Iscariote, et à y mettre le feu en public. Outre la crémation, d'autres mauvais traitements sur les effigies de Judas incluent la pendaison, la lapidation, la flagellation, le lynchage et l'explosion de pétards. Ces festivités sont parfois liées à des manifestations antisémites au préjudice des populations juives.

## Appellations
Cette coutume est appelée Queima do Judas, Fiesta del Judas, Manteo del Judas (« Manteau de Judas ») (Espagne, Mexique), Quema del Judas (Uruguay, Argentine), Judas kái' (Paraguay),  Queimação do Judas (Portugal, Brésil), Lambratzia (Chypre) ou Quema del Año Viejo (« Crémation du Nouvel an ») ailleurs, ou encore Vodění Jidáše (Tchécoslovaquie), Burning of Judas (en anglais), etc.
La Queima / Queimação signifie « brûlement, feu, crémation, incinération, incendie » mais l'on trouve également l'expression Malhação do Juda / Enforcamento do Judas qui signifie « pendaison de Judas » ou « maltraitance de Judas »,.

## Origine

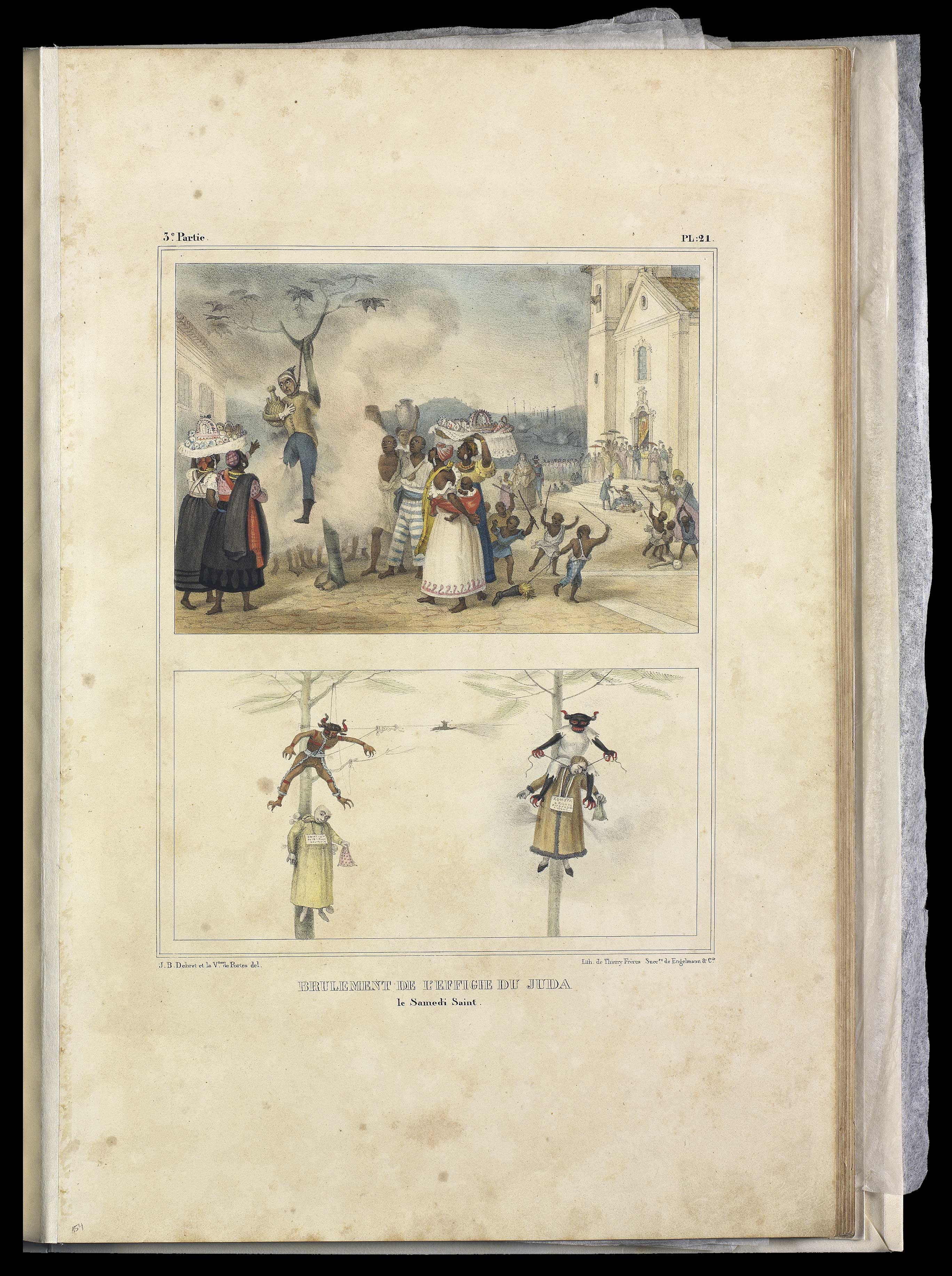
« Brûlement de l'effigie de Judas le Samedi saint » par Debret, Voyage pittoresque et historique au Brésil (1840)

Dès les premiers siècles de la colonisation européenne des Amériques, les Portugais et les Espagnols introduisent la coutume de la crémation de Judas dans toute l’Amérique latine. 
Pour certains chercheurs,  il s'agit d'un résidu folklorique de la persécution déchaînée sur les Juifs au Moyen Âge, à l’époque de l’Inquisition. Pour d’autres, le Judas brûlé est une personnification des forces du mal (diable), vestiges d'anciennes cérémonies pour obtenir de bons résultats, au début et à la fin de la moisson, effectuées dans diverses parties du monde. Quelques historiens affirment qu’il s’agit d’une coutume résiduelle des fêtes païennes romaines.

## Localisation
Le brûlement de Judas Iscariote était autrefois largement pratiqué dans le monde chrétien : Allemagne,, Angleterre,, Autriche,, Brésil,,, Chili, Chypre, Costa Rica, Espagne,, Grèce,,, Guatemala, Irlande, Mexique, Paraguay, Pérou, Philippines,  Pologne,,,  Portugal, Nigeria, République tchèque,, Slovaquie, Uruguay, Venezuela,, et ailleurs. 
Outre Pâques, cette pratique crématoire sur l'effigie de Judas se produit également à la veille du Nouvel An, dans de nombreuses régions d'Amérique latine, comme symbole de l'anéantissement du mal pour commencer une nouvelle année dans la pureté spirituelle. En Uruguay, la combustion de Judas est similaire à celle du Brésil mais elle a lieu à Noël et non pendant la Semaine sainte.
En Amérique latine, le bûcher de Judas est pratiqué pour la première fois au Venezuela en 1499. 
La pendaison Judas reste une pratique courante au Brésil mais la coutume a disparu des grandes villes, principalement en raison de l’absence d’un emplacement adéquat ou des dangers encourus, bien qu'elle reste active dans certaines villes de campagne qui continuent de préserver cette culture et ces traditions populaires. 
Cette coutume est importée dans les principautés de Moldavie et de Valachie par les marins grecs au XIXe siècle, à partir des ports du Danube et particulièrement celui de Galați, où la grande communauté grecque rivalise à l'époque avec les marchands juifs locaux, et trouve là l'occasion de s'en venger. À cet effet, l'on dénombre plusieurs incidents et émeutes contre la communauté juive de Galați,,,,.
Ces traditions folkloriques pascales sont encore pratiquées aujourd'hui dans bon nombre de tous ces pays cités de la chrétienté,,. 

## Présentation
La brûlement de Judas ne fait pas officiellement partie du cycle liturgique de Pâques dans le christianisme mais généralement, cette coutume s'inscrit dans la reconstitution de la Passion de Jésus, pratiquée par les fidèles lors des fêtes pascales. Les coutumes varient mais l'effigie de Judas est généralement pendue (voir Evangile selon Matthieu 27:5) le Vendredi Saint, puis brûlée dans la nuit du dimanche de Pâques.
Pour la cérémonie, il est de coutume de créer une marionnette ou un épouvantail représentant Judas Iscariote, au moins grandeur nature, bourrée de chiffons, paille ou vieux papiers, selon l’image d’un Juif local ou simplement d’un dirigeant ou d'un notable impopulaire, de le conduire dans les rues de la ville pour qu'il soit insulté et enfin de lui faire un procès, de lire le verdict, de le pendre et de brûler son effigie.
Partout où elle a lieu, cette tradition peut revêtir différentes formes.

### Espagne

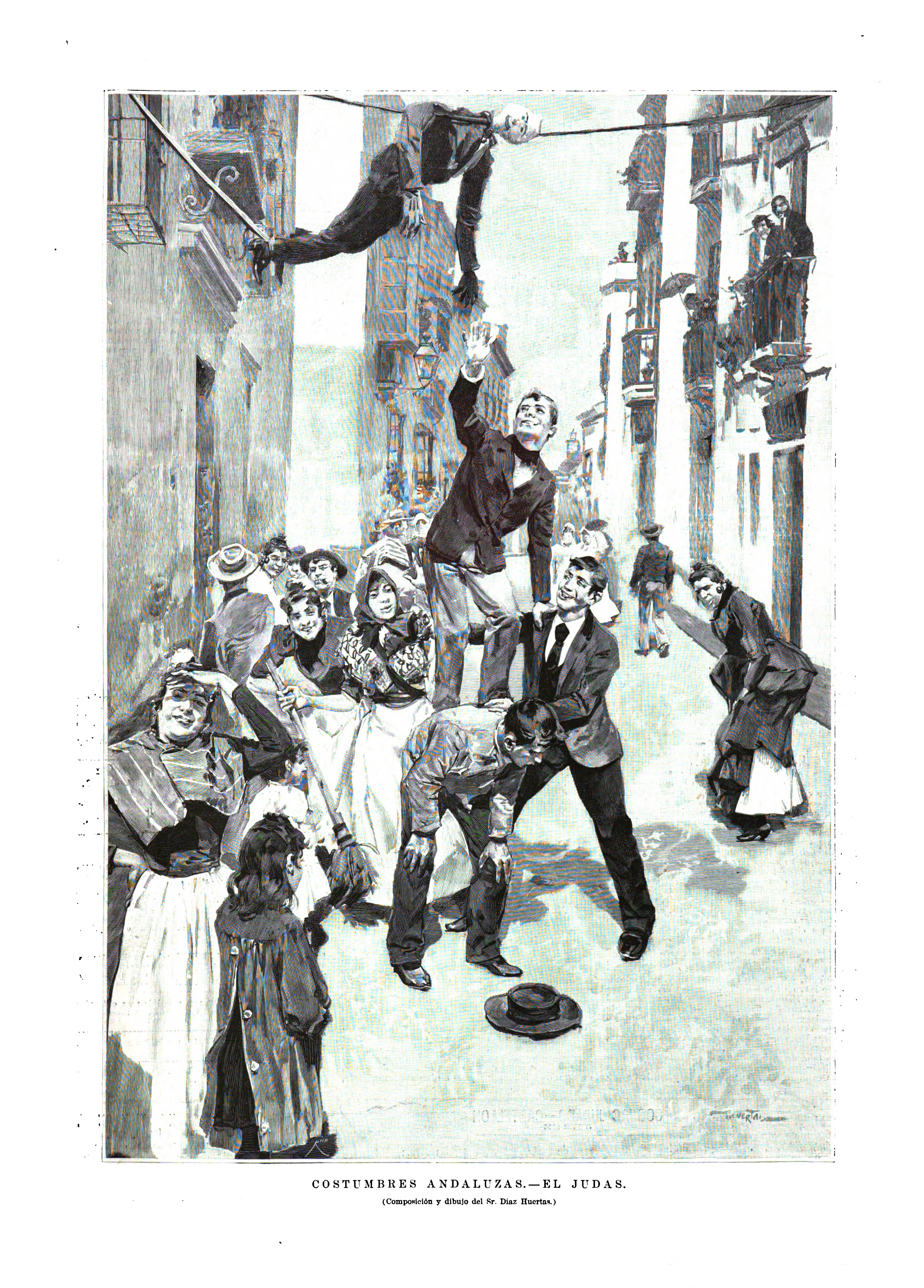
« Coutumes andalouses - Le Judas » (1894)

En Espagne, à Anguiano, un défilé est organisé par la (es)Confrérie de la Vraie Croix avec un Judas de paille et de carton, bourré de pétards, vêtu de haillons et monté sur un âne. De l’argent est demandé dans les rues pour la confrérie. Après la messe, le Judas est brûlé sur la Plaza mayor où les enfants attendent avec impatience que des bonbons soient jetés de l’hôtel de ville pendant que le Judas se consume,.

### Amérique du Sud

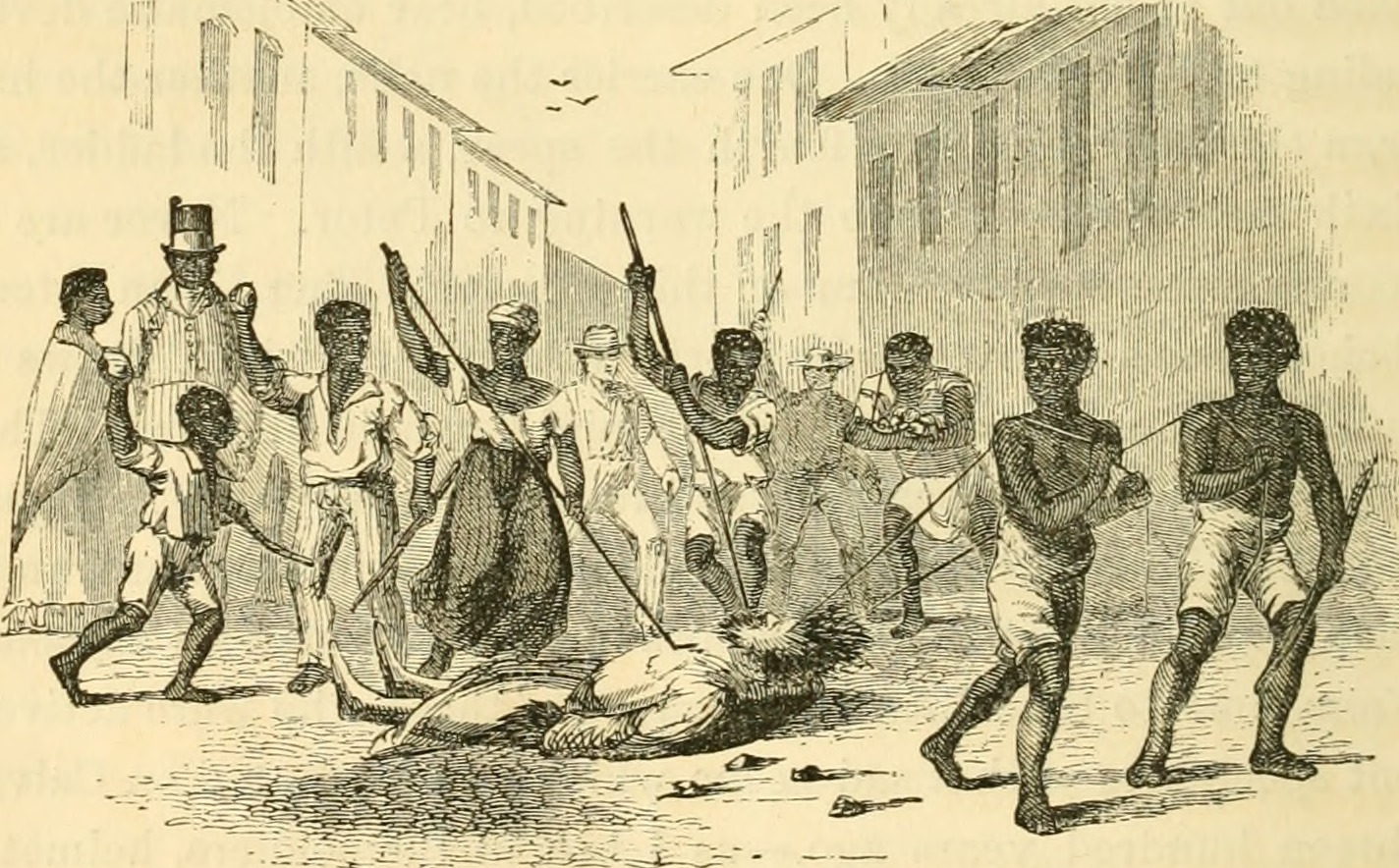
« Meurtre de Judas » dans la province de Sergipe del Rey (1857)

À Rio de Janeiro, au XIXe siècle, les effigies de Judas (quema de Judas) portent des feux d’artifice (type mexicains) placés dans leur poitrine et figurant des démons brillants, applaudis par le peuple au moment des explosions,,. À Sergipe del Rey, au milieu du siècle, la fête du Samedi saint appelée « Jour de Judas » commence par un sermon puis des roquettes sont tirées devant les églises au moment de l'office du matin, indiquant que l'Alléluia est chanté. C'est alors que dans toutes les parties de la ville, les effigies de Judas subissent divers tourments : pendaison, étranglement, noyade. Elles sont montrées au milieu de feux d'artifice et de figures fantastique (dragons, serpents, diable...). Les jeunes garçons et les Noirs ont également leur Judas qu'ils peuvent maltraiter : traîner avec des cordes, suspendre, battre, frapper, lapider, brûler et noyer. Au Brésil, l'événement a lieu pendant la Semaine sainte, en particulier le Samedi saint, où des poupées de paille ou de tissu sont suspendues aux lampadaires, aux branches d’arbres, aux portes ou aux corrals des taureaux pour être ensuite battues, maudites, déchirées et brûlées. 
Au Mexique, le jour de Pâques, les foules marchent dans les rues avec des représentations de Judas Iscariote. Les habitants déchirent son image et en brûlent les restes dans des feux de joie,. 

### Grèce
Cette tradition existe aussi en Grèce où l’image de Judas est brûlée en même temps qu'est poussé le cri traditionnel : « Jésus est revenu à la vie ! » (Hristos Anesti). Cette coutume est parfois édictée le soir du Megali Paraskevi (Vendredi saint) ou le dimanche soir après la fête de Pâques. 
Sur l'île de Salamina, comme dans chaque communauté chrétienne en Grèce, la marionnette est façonnée dans les jours précédant la fête sous la forme d’un homme représentant l'ennemi public no 1 : Judas,  ; il est recouvert d'un manteau et entouré de pétards. Le samedi avant Pâques, la poupée est assise sur une chaise devant l’église, tenant un verre d’ouzo et une assiette d’olives. Le jour-même de la fête, l'épouvantail est traîné dans les rues de la ville, battu, poignardé et finalement, sous l'ordre du prêtre local, brûlé ou jeté à la mer, sous les hourras et les danses de la foule. La combustion de l'effigie se fait sur un point focal à plusieurs mètres de hauteur afin que le feu soit visible au loin. À Souda, près de la ville de La Canée (Crète), une dépanneuse aide à fabriquer la potence de Judas dont la hauteur s'élève à plus de huit mètres.
À Corfou, la veille de Pâques, la population jette de grandes quantités de vaisselle de leurs fenêtres dans les rues, et exécutent ainsi une lapidation imaginaire de Judas. À une époque, la tradition voulait que la maison du traître Judas existait dans l'île et que ses descendants se trouvaient parmi les Juifs locaux.

### Philippines
Aux Philippines, dans la province d'Antique - ancienne colonie espagnole -, la célébration de la Semaine sainte donne lieu à la pendaison puis au brûlement de Judas Iscariote et particulièrement ses organes génitaux, avec des testicules disproportionnés remplis de pétards qui explosent spectaculairement et un phallus également démesuré taillé dans du bois frais afin qu'il se consume lentement ; quand il se détache de l'effigie, cet organe est ensuite maltraité par les habitants et conservé,. 
En Petite-Pologne, cette tradition populaire tend vaguement à disparaître mais les villages de Sułkowice ou Lanckorona, par exemple, la font perdurer sous forme résiduelle avec des feux d'herbes et de branches sèches au crépuscule du Jeudi saint.

### Europe

#### Grande-Bretagne
Des bûchers de Judas ont également lieu dans les quartiers de Liverpool Dingle et Toxteth, dès la fin du XIXe siècle jusqu'au XXe siècle, mais sont souvent arrêtés par la police,. Les enfants amassent alors du bois les jours précédents le bûcher puis au petit matin du jour-dit, portent une torche en feu en courant dans les rues et crient « Burn Judas » ; ils défilent ensuite devant le Judas à figure humaine alors qu’ils réclament des contributions dans les rues au cri de « Un sou pour le petit-déjeuner de Judas » ; Judas est battu puis brûlé.  
Dans le South End de Liverpool, des bandes d'enfants pratiquent encore cette coutume à la fin du XXe siècle, comme en 1971, mais sont dispersées par la police pour éviter les risques d'incendie, alors que les habitants leur entrouvrent leurs portes pour qu'ils se cachent,.

#### Tchéquie
La tradition tchèque de noyer ou de brûler une effigie de Judas (vodění Jidáše) est encore pratiquée dans un certain nombre de villages de la région de Pardubice. 
La monnaie tchèque a d'ailleurs émis une pièce d'or en 2015 pour commémorer cette coutume folklorique qui a été retenue pour être protégée par l'UNESCO dans le cadre du patrimoine culturel de ce pays.

#### Autriche et Allemagne
En Autriche et en Allemagne, les « feux de Pâques » ou « feux de Judas » sont allumés sur les collines, sur les rives des eaux, dans lesquels tout ce qui n’est plus nécessaire est brûlé, signe de renouveau et de purification par le feu. Durant le service de la Résurrection, l’église est dans l’obscurité totale car un grand feu se consume devant elle. À Cologne, les enfants présentent le « traître perfide Judas » sur un poteau. Là, comme dans d’autres régions, le « Juif de Judas » est figuré par une poupée de paille et brûlé sur le « feu de Pâques ». 
Avant que l’évêque responsable ne s’y oppose publiquement, cette coutume pouvait encore être observée en Westphalie du Sud, dans les années 1980.

## Antisémitisme

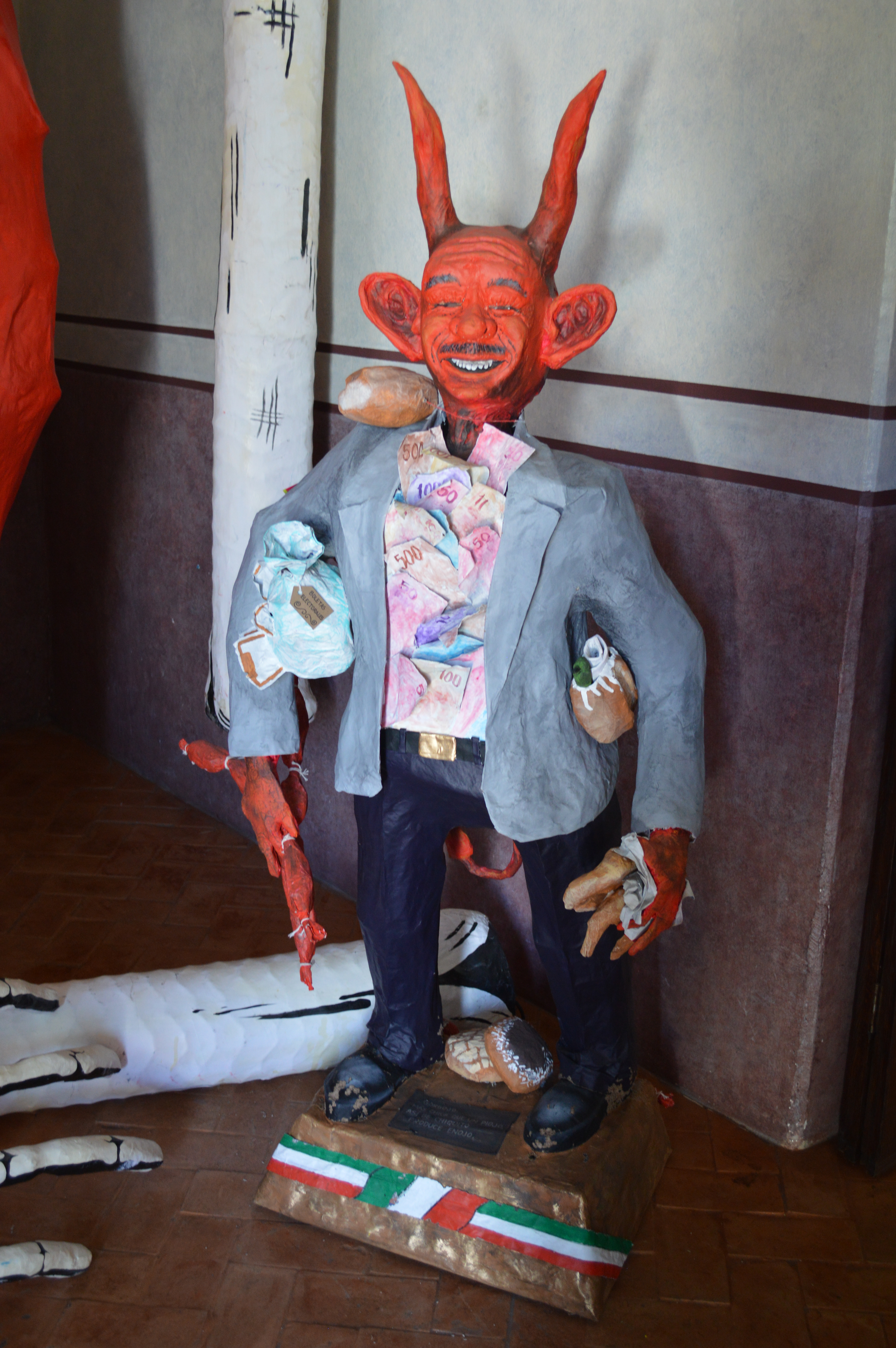
Figure de Judas (rouge, cornu, queuté, aux oreilles démesurées, tapissé de billets de banque et portant des bourses d'argent) au Musée du jouet traditionnel à Aguascalientes (Mexique).

La coutume de la crémation festive de Judas « le traître » a inclus des manifestations d’antisémitisme contre les Juifs des communautés locales. 
À l'époque ottomane, dans le port grec de Salamina près de Constantinople, les Juifs n’osent pas sortir dans la rue quand on met le feu à une poupée humaine sous la forme d’un Juif, la nuit du grand vendredi avant Pâques, après l'avoir conduite à travers les rues en chantant des hymnes et en proférant les pires insultes envers le peuple d’Israël. 
Après l'assassinat de milliers de Juifs accusés de collaboration dans les villes conquises pendant la révolution grecque (1821-1829), de nouvelles flambées contre les Juifs ont lieu dans le royaume de Grèce (fondé en 1832), en relation avec le brûlement de Judas.  

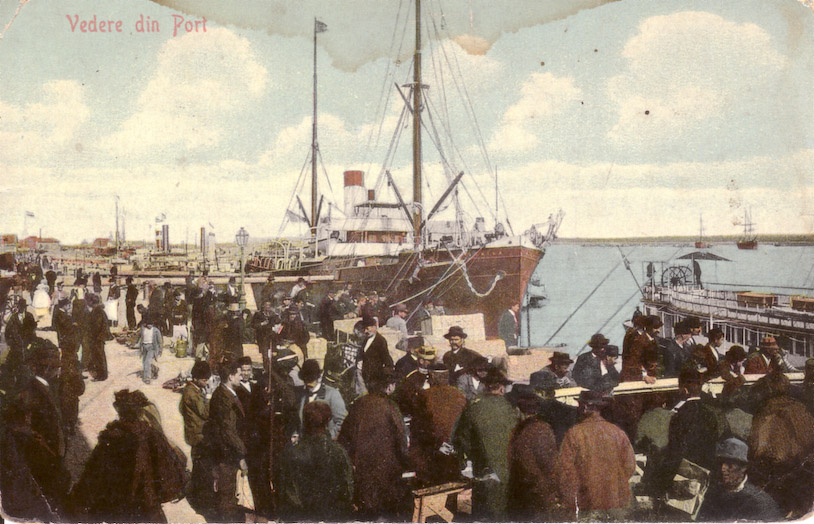
Vue du port de Galaţi (1909)

La coutume perdure en 1839 malgré le fait que les autorités de la principauté de Moldavie l’aient interdite. En 1840, alors qu'à l'époque, les vents soufflent sous l’influence d'accusation de crime rituel (affaire de Damas), la police et l’armée arrêtent le bûcher de Judas, craignant qu’il ne se transforme en émeutes contre la communauté juive de Galați,,. En 1853, un événement similaire se répète à Galați où les marins de plusieurs navires grecs installent une « poupée juive » sur laquelle ils ont écrit le nom du Juif le plus riche de la commune et l’accrochent au mât de l’un des navires ancrés au port. Le lendemain, les marins grecs, armés de poignards et de pistolets, l’escortent jusqu’à l’avant d’une église où ils la brûlent, tout en criant sauvagement et en blasphémant envers les Juifs. Le consul grec, les autorités locales et la force militaire ne parviennent pas à empêcher la cérémonie et les émeutes,. 
Dans des communautés grecques, les poupées humaines sont habillées de vêtements pris ou volés aux Juifs et portent des caractéristiques juives ou caricaturales (barbe, nez crochu, perruques). L'épouvantail peut être exposé devant la maison d’un riche juif local qui doit payer pour changer d’emplacement. Le rituel est désigné comme antisémite car dans certains endroits en Grèce, il est appelé « l’incendie du Juif » (et non pas « de Judas ») avec une possible erreur de traduction (le mot grec pour « Judas » est Ioudhas (Ιούδας) prononcé Yoo-dhas et le mot pour « Juif » est Ioudhaios (Ιουδαιος) prononcé Yoo-dhay-ose - bien qu'il existât le mot evraïkós (εβραϊκός) pour « juif »). Cette coutume en Grèce ainsi que les critiques répétées par le Conseil central des communautés juives de Grèce (KIS) et la dénonciation officielle par l'Église grecque orthodoxe sont régulièrement cités dans le rapport sur la liberté religieuse par le Département d'État des États-Unis pour la Grèce, qui dénombre 69 villes, paroisses et médias différents en Grèce, qui annoncent et organisent cette coutume. 
En Amérique latine, malgré la nature controversée de la cérémonie du « brûlement du Juif » (là aussi, l'un des nombreux surnoms de la coutume), elle n'est pas considérée comme un acte d'hostilité envers la nation ou l'ethnie juive mais est simplement dite représentative du « mal ». 
En 2019 encore, lors de la cérémonie du Vendredi saint dans la ville de Pruchnik en Pologne, les habitants mettent en scène un procès traditionnel public pour la trahison de Jésus par Judas représenté en effigie avec un long nez rouge, des papillotes et une tenue de juif orthodoxe, que la foule doit bastonner puis pendre avant de le brûler.  Le Congrès juif mondial décrit les événements de Pruchnik comme un « renouveau fantomatique de l’antisémitisme médiéval ». Des Polonais ont également protesté contre cet événement et ont publié en ligne des photographies montrant que ce type de brûlement public de Judas avait déjà eu lieu avant la Seconde Guerre mondiale.

## Galerie

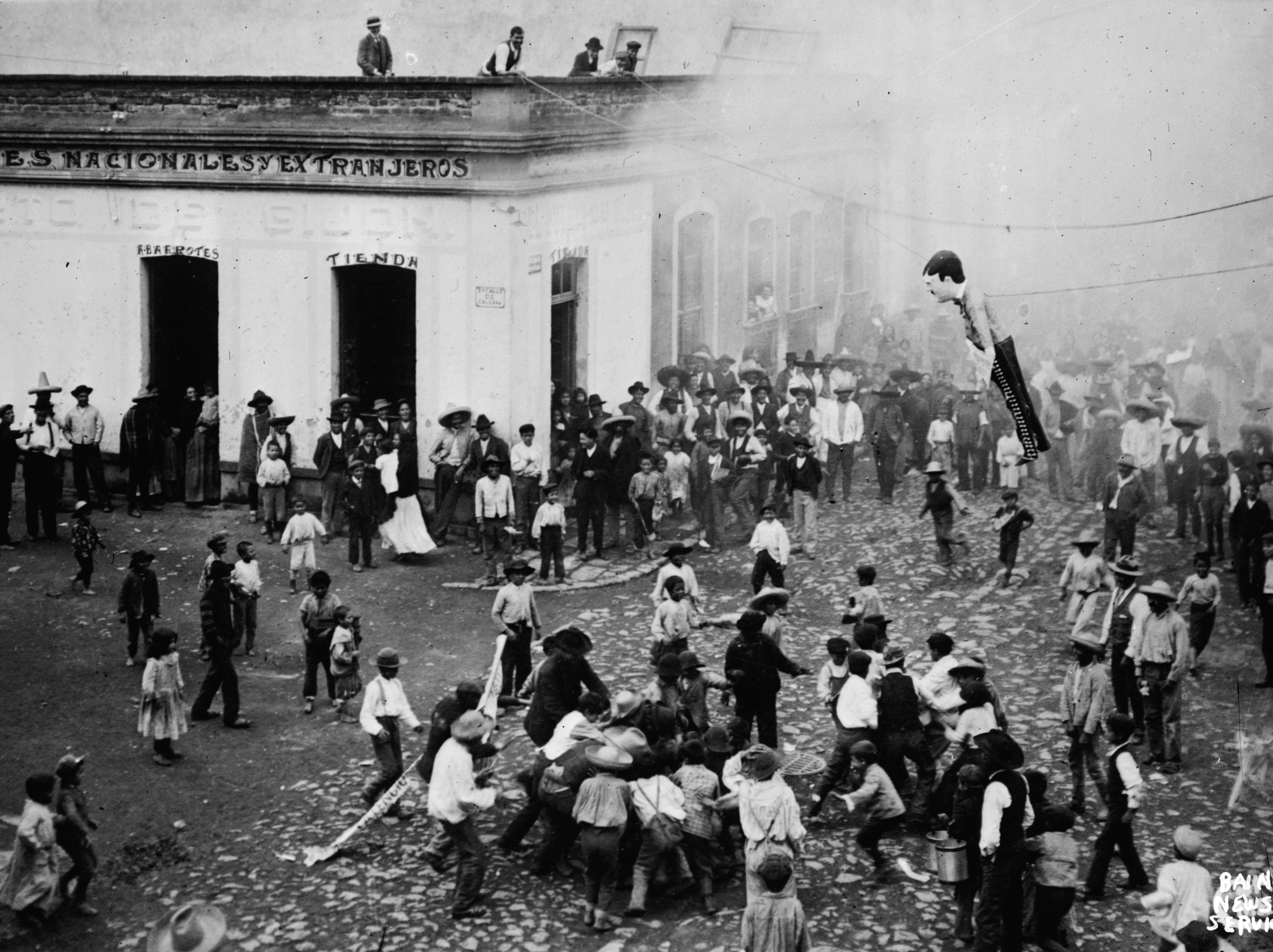
Pendaison de Judas à Mexico (début du XXe)
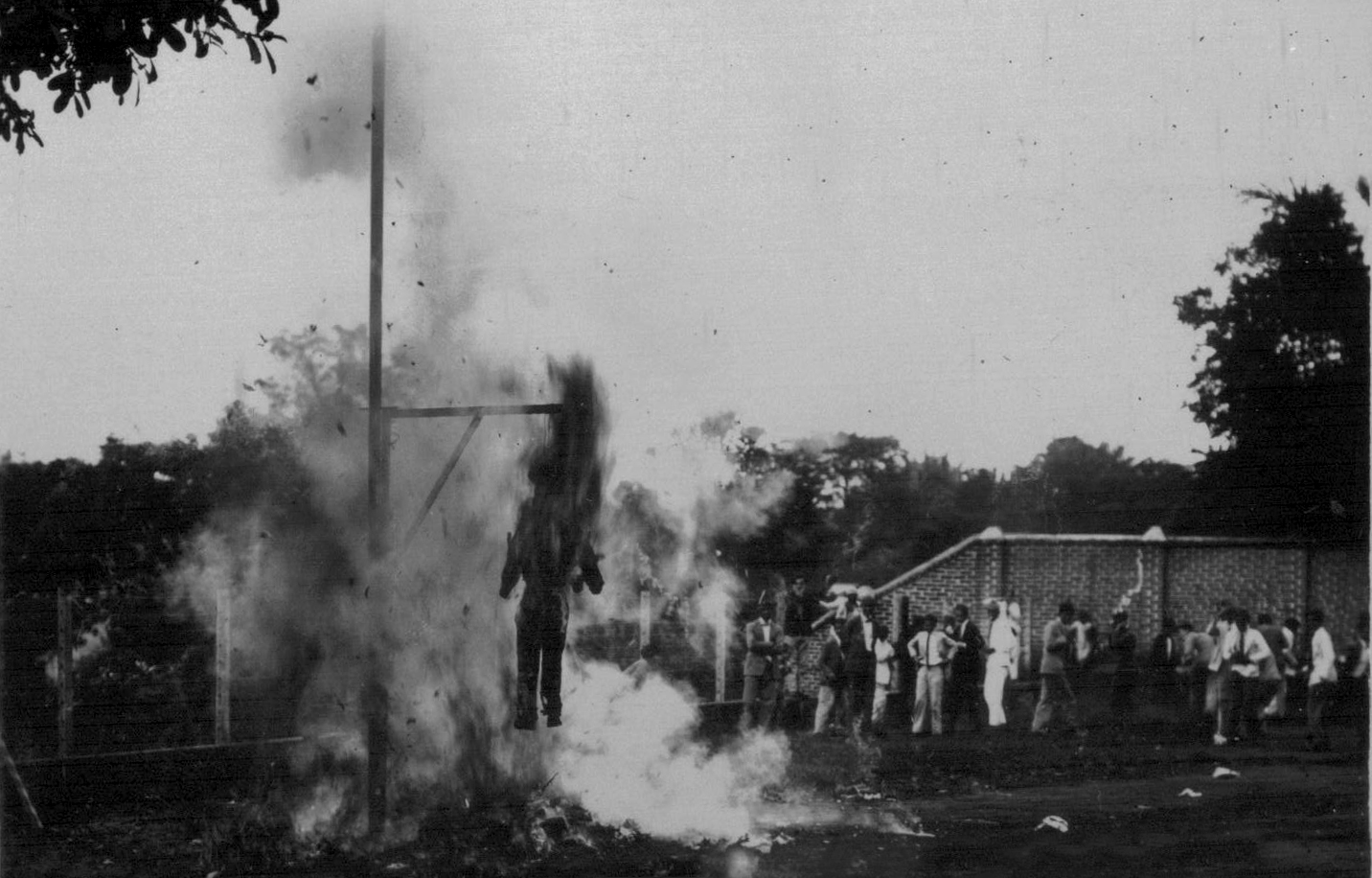
Queima do Judas à Juiz de Fora, Brésil (1909)
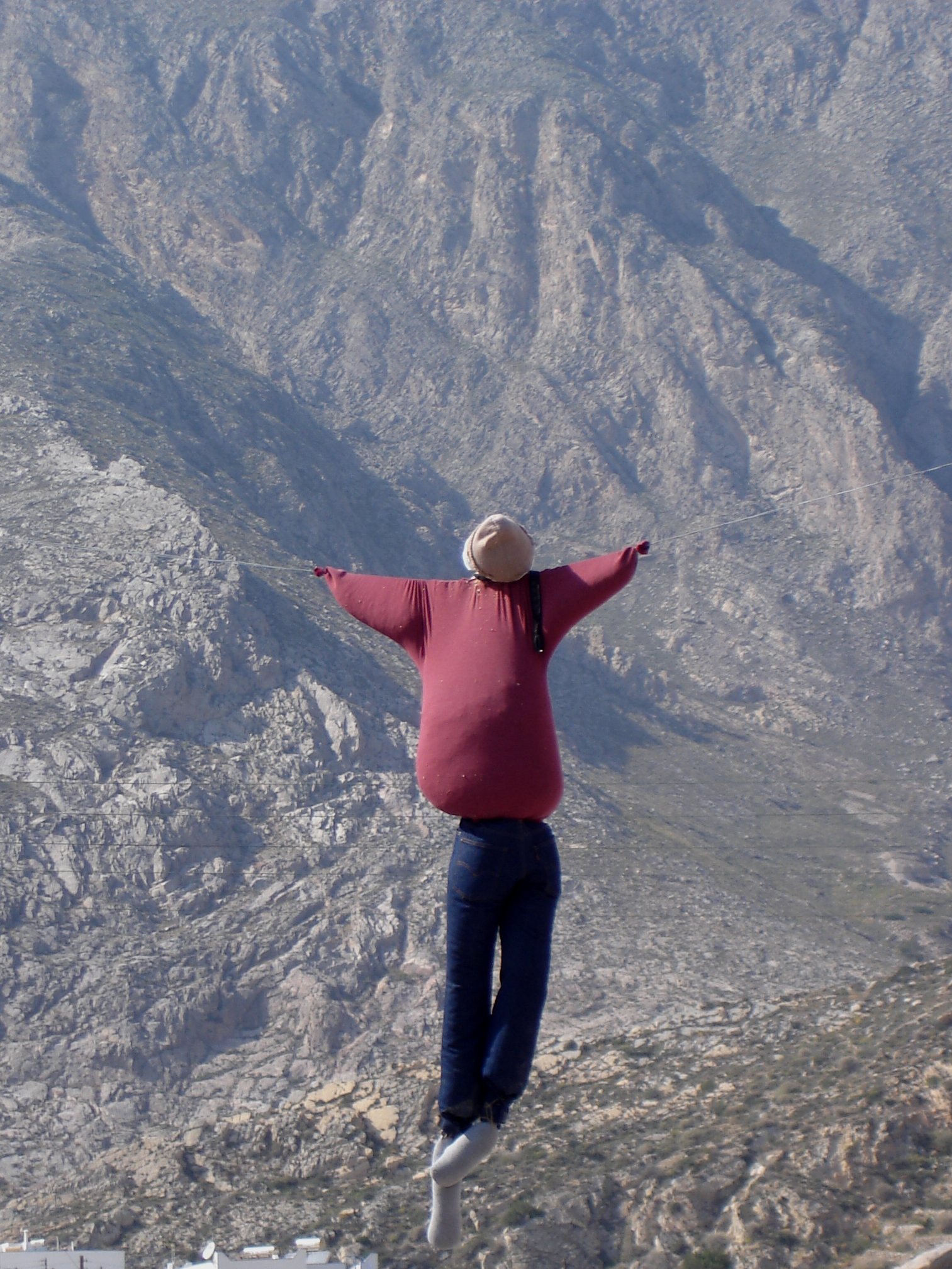
Pendaison de Judas avant d'être brûlé à Perissa, Santorin, (2007)
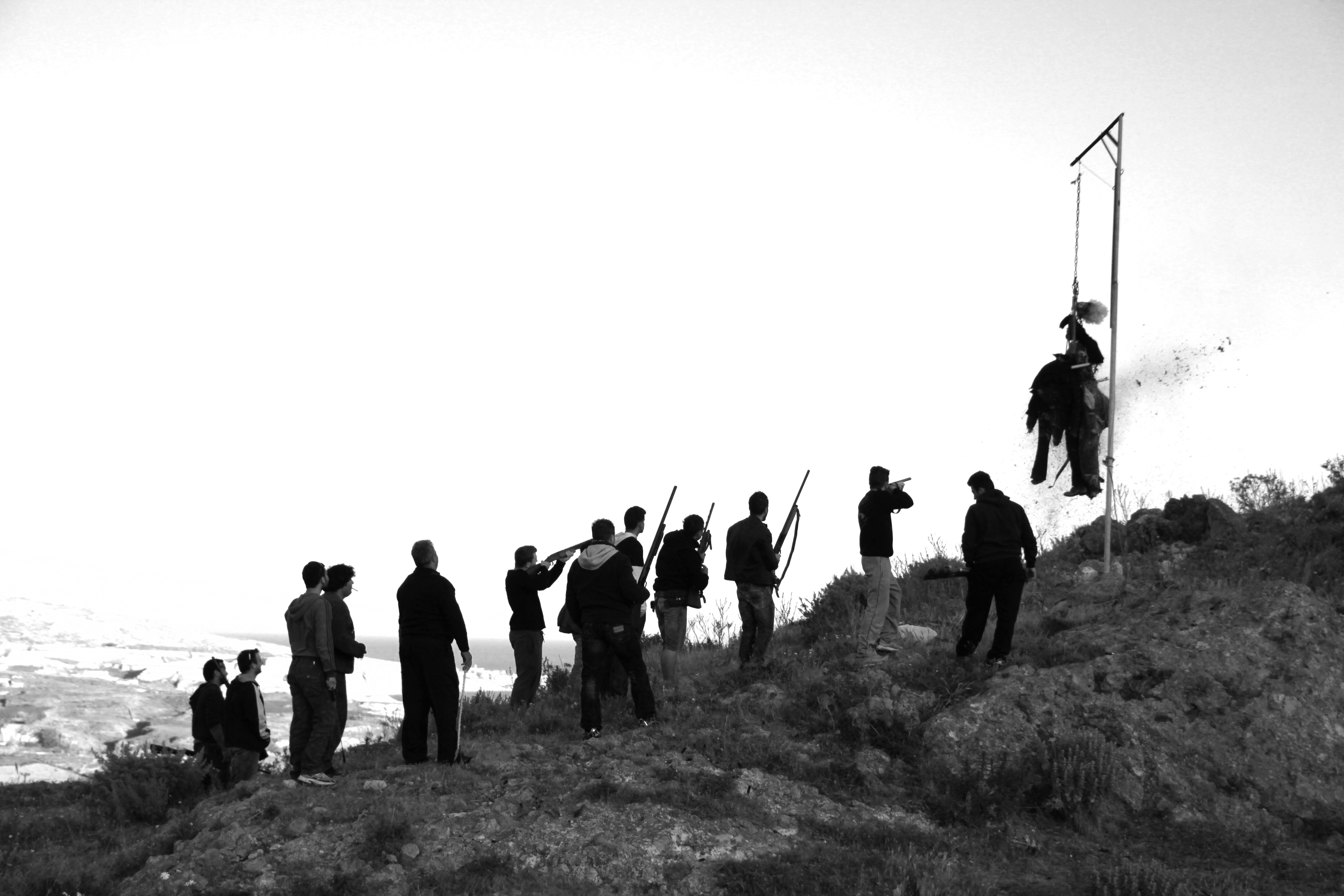
Pendaison de Judas à Akrotini en Grèce (2010)
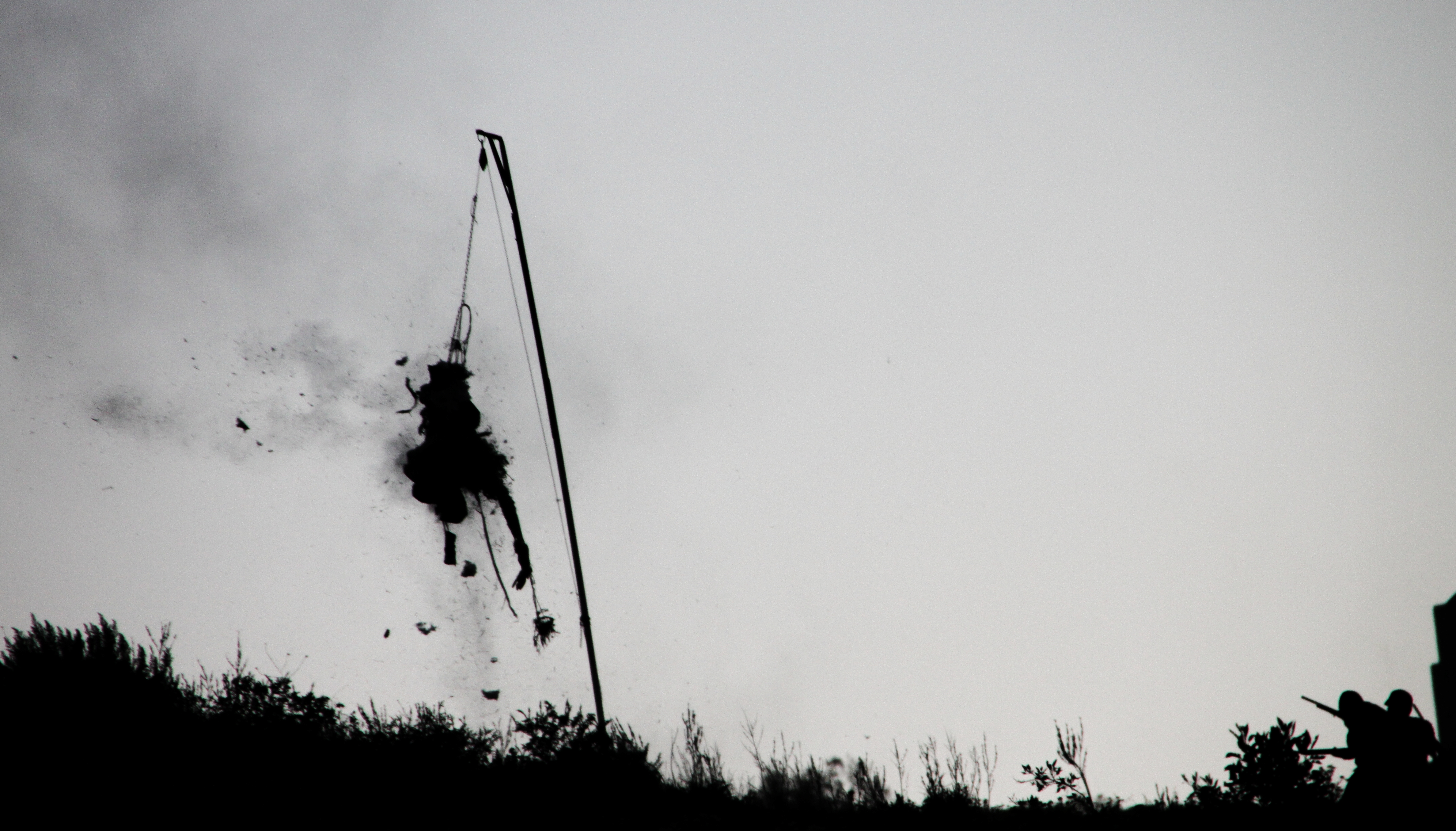
Punition de Judas au village Akrotiri de Santorin (2011)
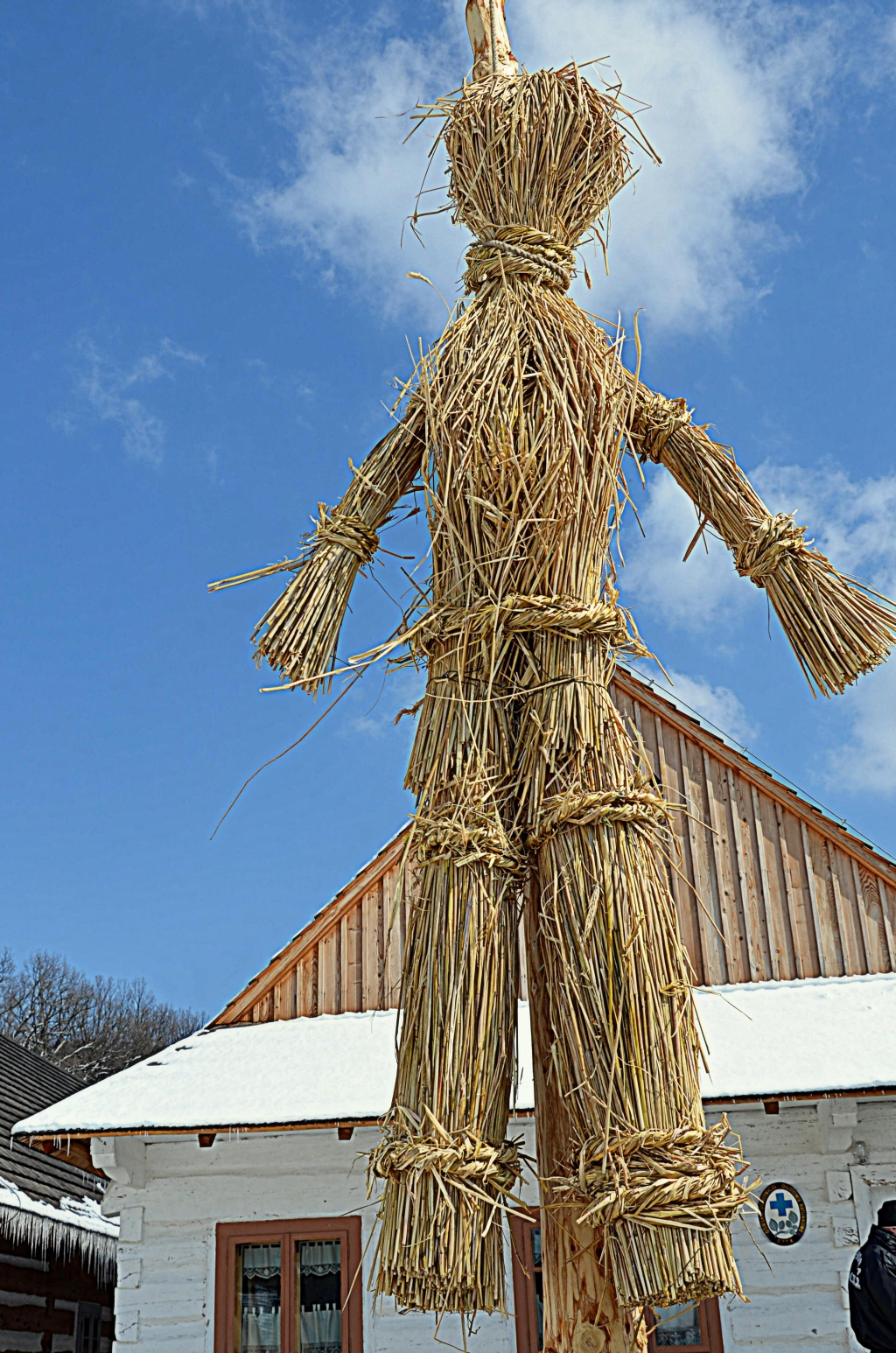
Judas en paille, prêt à être incendié à Sanok en Pologne (2013)
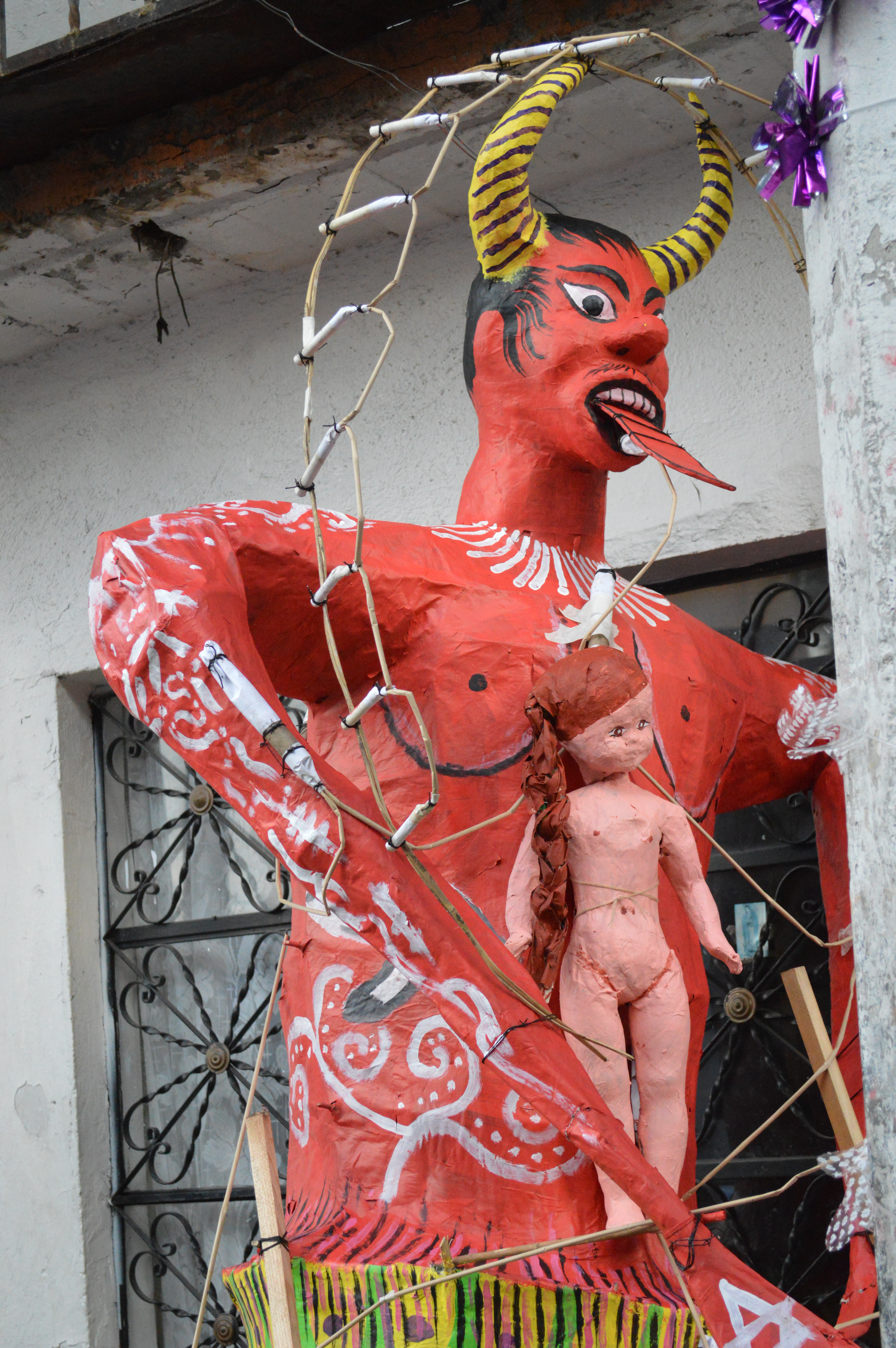
Judas rouge, géant diabolisé, auréolé de pétards avant sa pendaison au quartier de Linares à Mexico (2016)
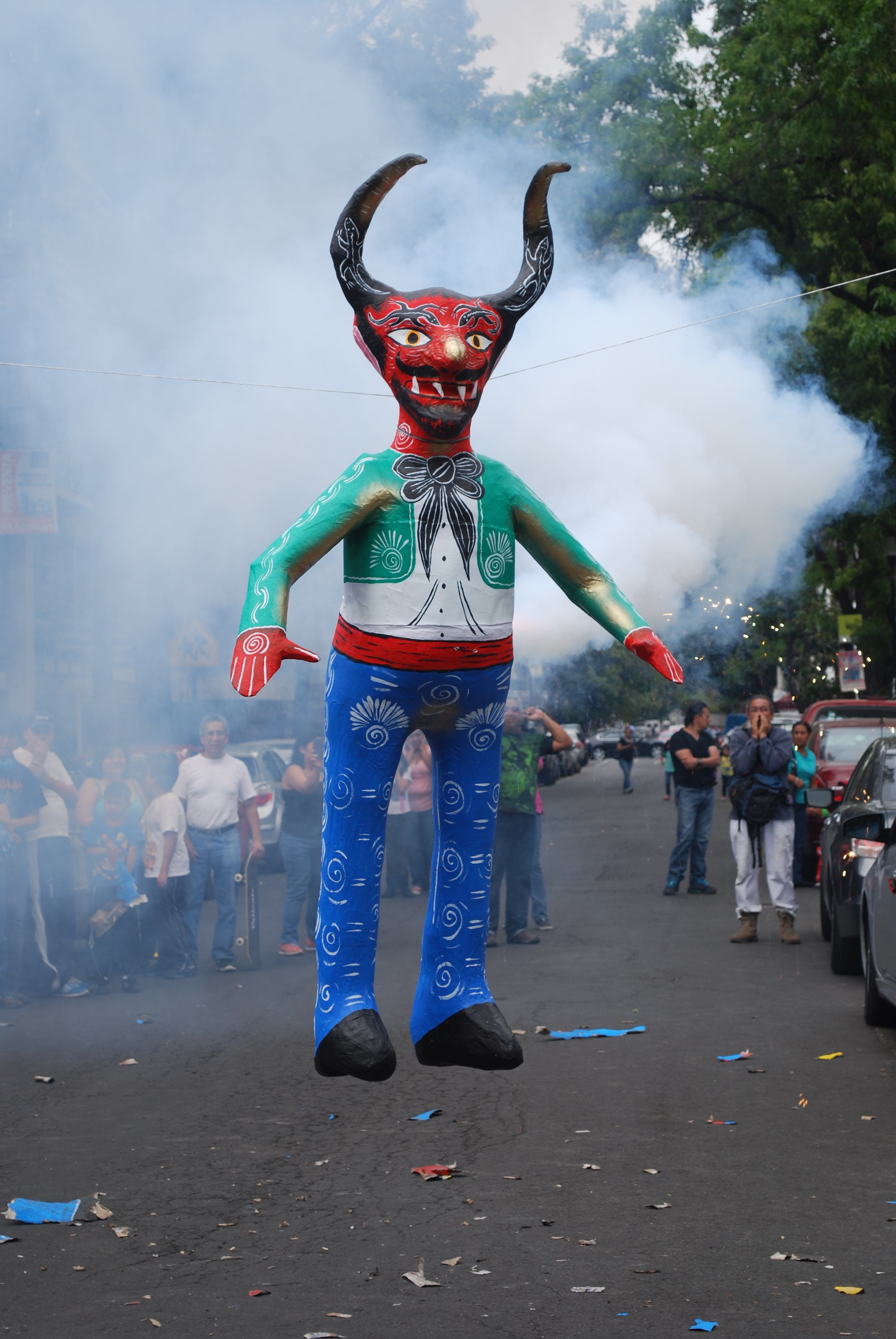
Incendie d'un Judas diabolique lors de la 4e Feria de Cartoneria dans le quartier de Santa Maria la Ribera à Mexico (2016)
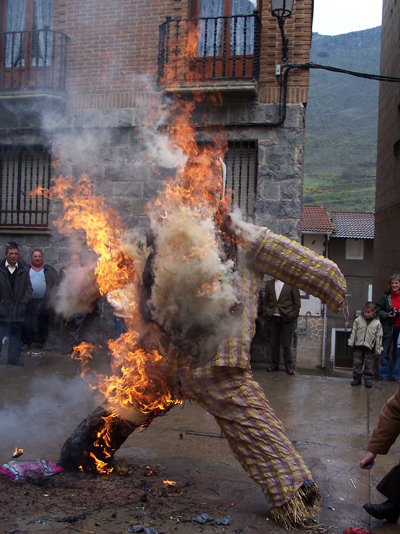
Incendie d'un Judas en pyjama rayé sur la Plaza Mayor, le dimanche de Pâques à Anguiano en Espagne (2016)